# Visuelle Astronomie

Die Galaxie M51 im visuellen Licht

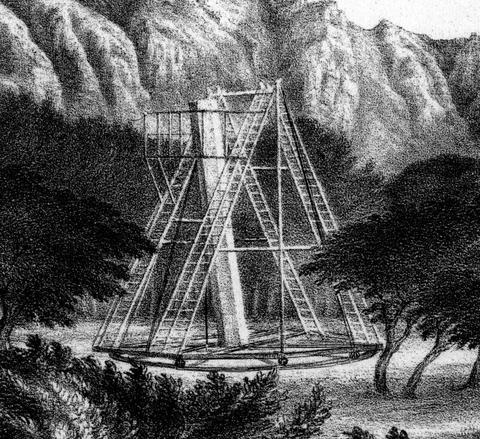
John Herschels visuelles Riesenteleskop

Unter visueller Astronomie oder Astronomie im Visuellen versteht man jenen Teilbereich der Optischen Astronomie, der sich mit der Beobachtung von Himmelsobjekten im elektromagnetischen Spektralbereich des sichtbaren Lichts befasst. Ursprünglich, vor Erfindung des Fernrohrs, waren dies Beobachtungen mit bloßem Auge, mit dem man Lichtwellen von 380 (Violett) bis ca. 750 Nanometer (Rot) wahrnehmen kann. Da sich seit der Erfindung der CCD-Sensoren (CCD) der erweiterte Wellenlängenbereich von ca. 350 bis 1000 nm mit denselben Instrumenten erfassen lässt, die traditionell in der visuellen Astronomie genutzt wurden, wird gelegentlich auch dieser Wellenlängenbereich mit nahem Infrarot bzw. UV „visuell“ genannt.

## Historische Entwicklung
Visuelle Astronomie beginnt mit dem freiäugigen Blick zum Himmel. Auf diese Weise wurde schon über 5000 Jahre vor Erfindung des Fernrohrs Astronomie betrieben. Am sternübersäten Nachthimmel Vorderasiens orientierte man sich, indem charakteristische Sterngruppen zu Sternbildern zusammengefasst wurden. Alte Geschichten und Überlieferungen taten das ihre, und so erlangten nach und nach zahlreiche Gestalten der griechischen Mythologie eine bleibende Heimat am Sternhimmel.
Die astronomischen Beobachtungen aus der vorteleskopischen Zeit umfassten zunächst die Himmelsdrehung und Zeitbestimmung, die Sonnenbahn mit ihren Auf- und Untergängen und der Dämmerung, die Zyklen der Mondbahn, auffällige Planeten-Konstellationen (Konjunktionen, heliakische Aufgänge usw.) sowie Sonnen- und Mondfinsternisse. Im zweiten Jahrtausend v. Chr. kamen einfache Modelle der Planetenbahnen, eine genauere Kalenderrechnung und die Astronomische Ortsbestimmung hinzu. Dass der Sternhimmel nicht unveränderlich ist, zeigte das Erscheinen von Kometen, von Sternschnuppen und ganzer Meteorströme. Einige Jahrhunderte vor der Zeitenwende wurden Systeme der Himmelskoordinaten etabliert, erste Sternkataloge gemessen und die Präzession der Erdachse festgestellt.
Die Weiterentwicklung des Fernrohres durch Galileo Galilei und Kepler brachte einen enormen Fortschritt für die Beobachtung und Erforschung des Nachthimmels. Endlich wurde sichtbar, dass beispielsweise die schwach schimmernde Milchstraße aus unzähligen Sternen besteht. Auch die vier größten Monde des Planeten Jupiter wurden entdeckt und Gegenstand anhaltender Beobachtung, die das heliozentrische Weltbild plausibel machten. Um 1680 wurden erstmals Fernrohre mit Fadennetzen ausgestattet, was die Messgenauigkeit am Himmel (und bei der Erdmessung) von 0,02° auf einige Winkelsekunden steigerte. Die Beobachtung von Sternhaufen und Doppelsternen war der Beginn der wissenschaftlichen Kosmologie, welche auch die Philosophie (siehe Kant) befruchtete. Die um 1800 etablierte Himmelsmechanik führte zusammen mit genauer Bahnbestimmung des Uranus und Anwendung der Störungsrechnung zur Entdeckung des Planeten Neptun.
In der Folge konnten durch Verbesserung der Sternkarten und der Messtechnik viele Asteroiden entdeckt werden.
Mitte des 19. Jahrhunderts begann die Fotoplatte das menschliche Auge als Detektor abzulösen, wodurch Beobachtungen objektiver und reproduzierbarer wurden. Dennoch beruhten die genauesten Durchmusterungen des Himmels bis etwa 1950 auf visuellen Positionsmessungen. Im Laufe des 20. Jahrhunderts wurden zahlreiche fotografische Spezialemulsionen für die Astronomie entwickelt, doch wurde die Astrofotografie ihrerseits um 1990 vom CCD-Sensor verdrängt. Dies führe nach Jahrzehnten der dominierenden Astrophysik zu einer Renaissance der Astrometrie, die auch zu genauerem Verständnis der galaktischen Dynamik und der extragalaktischen Vorgänge beitrug. Den größten Aufschwung der Astronomie löste jedoch ab 1958 die Raumfahrt aus, vor allem in der Planetologie und der Beobachtung von Radiowellen bis zur Infrarot- und Röntgenastronomie.

## Technik
Optische Teleskope für astronomische Zwecke sind heute fast ausschließlich Spiegelteleskope. Jahrzehntelang war der 5-Meter-Spiegel auf Mount Palomar der größte seiner Art, bis um 1990 die Technik zusammengesetzter Spiegel entwickelt wurden. Das gegenwärtig größte Teleskop hat einen Hauptspiegel mit 10,4 m Durchmesser (Gran Telescopio Canarias), das erst mit seiner Fertigstellung im August 2008 die beiden 10 m großen Teleskope des Keck-Observatoriums auf Hawaii ablöste. Instrumente dieser Größenordnung besitzen jedoch nicht einen großen Spiegel, sondern setzen sich aus i. d. R. sechseckigen Spiegelsegmenten zusammen. Die größten einteiligen Spiegel sind die vier 8,2 m durchmessenden des European Southern Observatory (ESO), die zusammen das Very Large Telescope (VLT) bilden. Das Hubble-Weltraumteleskop ist ein Beispiel für ein großes optisches Teleskop auf einer Erdumlaufbahn. Da sich die technischen Details der Optik im visuellen und infraroten Bereich nicht wesentlich unterscheiden, sind an all diesen Teleskopen sowohl visuelle als auch Instrumente für die Infrarotastronomie montiert (siehe auch James-Webb-Teleskop).
Im wissenschaftlichen Bereich wird das Auge nur mehr selten zur Beobachtung verwendet. Neuere astronomische Forschungsteleskope sind gar nicht mehr mit einem Okular verwendbar. Stattdessen werden Kameras, Sensoren, Photometer, Spektrografen, Scanner und andere Instrumente an das Teleskop angeschlossen, die verschiedene Mess-Aufgaben erfüllen. Dies sind hauptsächlich die Aufnahme analoger oder digitaler Bilder sowie die Spektroskopie. Speziellere Verfahren sind die Polarimetrie und die Interferometrie. Von abnehmender Bedeutung sind spezialisierte fotometrische Instrumente, da Helligkeiten heute auf den CCD-Bildern direkt gemessen werden können.
Bilder werden von den Instrumenten stets nur in schwarz-weiß aufgenommen. Dadurch, dass genau definierte Farbfilter in den Strahlengang der Instrumente eingebracht werden können, ist es möglich Einzelbilder zu Farbaufnahmen zu kombinieren. Dies wird fast ausschließlich zu Zwecken der Öffentlichkeitsarbeit gemacht. Da die astronomischen Filter nur grob dem Farbempfinden des Auges entsprechen sind die Ergebnisse oft nur annähernd farbecht oder komplett in Falschfarben.
Als Detektoren finden in den meisten Instrumenten CCD-Sensoren Verwendung, mit Ausnahme astronomischer Fotometer, die stattdessen mit Fotomultipliern arbeiten. Letztere können keine Bilder machen, sind dafür aber effizienter als CCDs.

## Sichtbedingungen
Für gute Beobachtungen im Bereich des sichtbaren Lichts sind neben klarem Himmel noch weitere Faktoren wesentlich:
1. Kein störendes Licht in der näheren Umgebung (siehe Lichtverschmutzung)
2. ausreichender Abstand vom Lichtdom größerer Städte (mindestens 20 bis 50 km)
3. kein störendes Mondlicht (Vermeiden der Tage um Vollmond)
4. Beobachtungsort mit günstigem Klima (häufige Hochdrucklagen, hohe Sonnenscheindauer)
5. Standort mit gleichmäßiger Luftströmung (geringe Luftunruhe)
6. stabile Aufstellung des Instruments und Schutz vor Windstößen

Vorwiegend nutzbare Zeiten sind neben stabilem Hochdruckwetter ist auch kurzfristig herrschendes Rückseitenwetter, bei dem die Luft meist besonders transparent ist. Wegen der Aspekte 1, 2 und 3 werden Sternwarten seit dem 19. Jahrhundert überwiegend auf Bergen errichtet, die wegen (4) geeignete Geländeform aufweisen sollen. Am besten werden die bei terrestrischen Standorten unvermeidlichen Einschränkungen bei Weltraumteleskopen vermieden.

## Amateurastronomie
Die Amateurastronomie ist in den allermeisten Fällen auf den klassischen visuellen Spektralbereich beschränkt, entweder durch Astrofotografie oder mit dem bloßen Auge, zunehmend finden aber auch hier CCDs Verwendung. Amateurastronomen beschränken sich hierbei nicht nur auf Abbildungen, auch Spektroskopie wird von Amateuren erfolgreich betrieben.
Siehe auch: Amateurteleskop, Beobachtungsbuch

### Die Beobachtung mit optischen Geräten
Es gibt eine Vielzahl optischer Geräte, die die visuelle Beobachtung des Nachthimmels erlauben. Für die visuelle Beobachtung gut geeignet sind vor allem das Prismenfernglas und das Fernrohr oder Spiegelteleskope. Je nach Ziel der Beobachtung ist ein gering vergrößerndes Gerät mit großem Gesichtsfeld oder ein hoch vergrößerndes Gerät mit entsprechend kleinerem Gesichtsfeld das Mittel der Wahl: Ausgedehnte Objekte, wie beispielsweise die Milchstraße, bestimmte Sternhaufen, große Gasnebel oder auch die Kometen kann man innerhalb ihrer Umgebung bereits in kleinen Ferngläsern sehen, bei den meisten Planeten bieten sich Refraktoren mit hoher Vergrößerung an, während für die meisten Deep-Sky-Objekte eine große Öffnung besonders wichtig ist, ein Spiegelteleskop mit einer Öffnung von beispielsweise 200 mm kann wesentlich mehr Licht sammeln als ein Fernglas mit 50 mm Öffnung.
Die Öffnung des Teleskops geteilt durch die Brennweite, das Öffnungsverhältnis, legt den Abbildungsmaßstab im Primärfokus fest, in einem Teleskop mit geringem Abbildungsmaßstab wird das gesammelte Licht auf weniger Fläche verteilt und ausgedehnte Objekte erscheinen heller. Während Spiegelteleskope normalerweise größere („schnellere“) Öffnungsverhältnisse haben und sich gut für Deep-Sky-Beobachtungen eignen, sind Linsenteleskope wegen ihres höheren Kontrastes für Planeten sehr gut geeignet. Die tatsächliche Vergrößerung kommt dann durch das Okular zustande, mit dem das Bild im Primärfokus wie mit einer Lupe betrachtet wird.
Außer mit Teleskopen kann auch mit dem Fernglas beobachtet werden. Die Beobachtung mit Ferngläsern kann sowohl einfach sein als auch mit relativ großem technischen Aufwand betrieben werden. Dabei steigt der Aufwand mit der Größe des verwendeten Instruments. Bei der Verwendung von größeren Ferngläsern spielt vor allem seine Fixierung eine wichtige Rolle, da bei zunehmender Größe und Vergrößerungsleistung ein sinnvolles freihändiges Beobachten nicht mehr möglich ist. Für diese Anwendung sind alle Arten von Aufstellungen und Stativen erdacht worden. Ein handlicher Feldstecher dagegen bietet eine Möglichkeit zur Beobachtung der Milchstraße oder anderer Objekte. Vorteilhaft bei der Beobachtung mit dem Fernglas ist – im Gegensatz zu einem Teleskop – das große Gesichtsfeld. Lohnende Objekte zur Beobachtung mit dem Fernglas sind die Messier-Objekte, Planeten und ihre Monde, der Erdmond, Kometen, sowie die Sonne und Sonnenflecken, die aber nur durch einen Filter beobachtet werden dürfen.

### Die astronomische Beobachtung mit dem Auge
Für den Erfolg und die Aussagekraft einer Beobachtung ist wichtig, welche Details man am Fernrohr sehen kann und welche nicht. Die objektiv sichtbaren Details hängen von mehreren Faktoren ab:
- von der individuellen Sehschärfe des Beobachters, seiner physischen Konstitution und eventuellen Ermüdung,
- von der Qualität und den technischen Details der Fernrohroptik,
  - insbesondere von Lichtstärke, Kontrast und Auflösungsvermögen
- von der Stabilität der Montierung und der Güte der Nachführung, sowie
- vom Zustand der Atmosphäre, die hpts. durch die Merkmale Transparenz und Seeing qualifiziert wird.
- Wesentlich ist auch das Ausmaß der Lichtverschmutzung und der evtl. Blendung durch Straßenlampen oder Gebäude.

#### Grenzhelligkeit und Nordpolarfolge
Die zwei letztgenannten Faktoren werden an der Grenzhelligkeit erkennbar – der schwächsten Sterne, die ein freiäugiger Beobachter gerade noch erkennen kann. Der einfachste Gradmesser dafür ist die Zahl der im Kleinen Wagen sichtbaren Sterne. Bei Beobachtung durchs Fernrohr spricht man eher von der Reichweite des Teleskops, die am besten an den Sternen der Nordpolarfolge bestimmt wird. Bei der Beobachtung von Meteorschwärmen stecken diese Einflüsse im ZHR-Wert, in dem die freiäugige Grenzhelligkeit vom optimalen Wert 6,5 mag auf die aktuellen Sichtbedingungen herabgerechnet wird. Beim bekannesten Strom der Perseiden reduziert sich dadurch der Wert von stündlich etwa 100 Sternschnuppen im Hochgebirge auf etwa 10 am Rand einer Stadt.
Zu den individuellen Faktoren, die eine Beobachtung mehr oder weniger erfolgreich werden lassen, zählen neben der Sehschärfe
auch die Erfahrung des Beobachters (insbesondere bei schwachen Objekten bzw. Kontrast) sowie die Dunkeladaption des Auges.

#### Die Dunkeladaption
der Augen besteht im Wesentlichen aus zwei Phasen:
Erst öffnen sich die Pupillen der Augen, um eine größere Lichtmenge ins Auge zu lassen. Diese Phase ist nach einigen Minuten teilweise, nach einer viertel- bis halben Stunde vollständig abgeschlossen. Doch jeder Lichteinfall stört diese Anpassung, wobei blaue Lichtanteile sie vollständig verhindern. Am wenigsten stört sie das schwache, rote Licht einer Diode oder geeigneten Taschenlampe.
Der zweite Teil der Dunkeladaption ist ein biochemischer Prozess: Hormongesteuert wird Rhodopsin in den Stäbchenzellen der Netzhaut eingelagert, um deren ohnehin hohe Lichtempfindlichkeit weiter zu erhöhen. Dieser Prozess beginnt nach etwa einer dreiviertel Stunde in der Dunkelheit und endet nach ungefähr zwei Stunden. Das bedeutet, dass die vollständige Dunkelanpassung des Auges erst nach etwa zwei Stunden erreicht wird.
Lichtschwache Himmelsobjekte wie entfernte Nebelflecken oder Sterne geringer Helligkeit beobachtet man am besten im indirekten Sehen: Man fixiert das Objekt nicht, sondern blickt knapp daran vorbei. Dadurch lässt sich die sogenannte Grenzhelligkeit (Grenzgröße) um bis zu 1 mag, d. h. physikalisch auf mehr als das Doppelte steigern.
Wichtig für eine optimale Wahrnehmung ist auch das persönliche Wohlbefinden (ausgeruhter Zustand, bequeme Steh- oder Sitzposition, keine störenden Geräusche). Ebenso kann eine Überanstrengung der Augen den Beobachtungserfolg verhindern. Bei Verspannung helfen lockernde Schulterübungen, häufiges Blinzeln und das Abdecken der Augen mit nach außen gewölbten Händen.

### Die astronomische Zeichnung

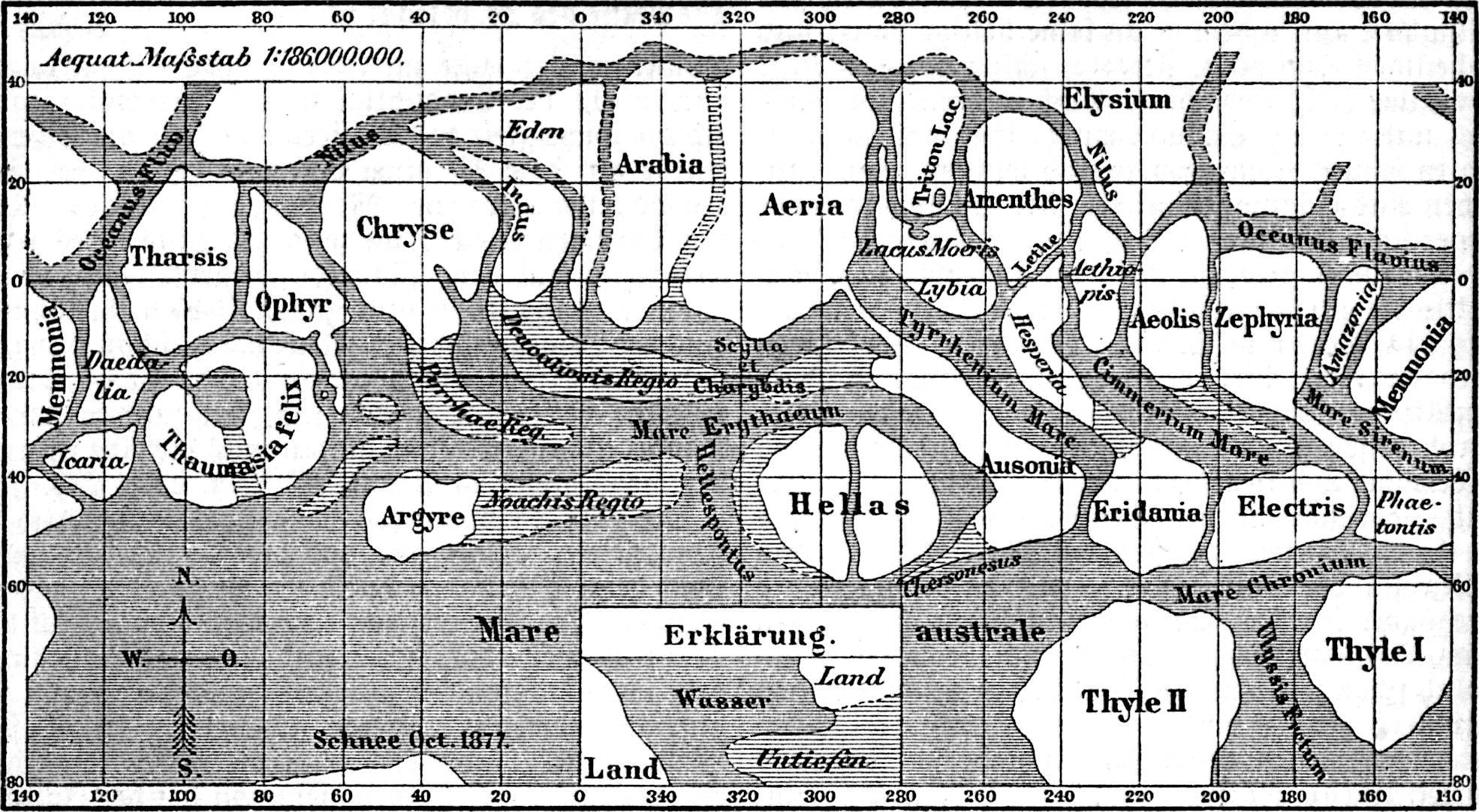
Karte der Marsoberfläche nach Schiaparelli

Die Zeichnung, im Gegensatz zum fotografischen oder elektronischen Bild, erlaubt es dem Beobachter, genau das festzuhalten, was er mit eigenen Augen gesehen hat. Der Beobachter kann damit Veränderungen der Beobachtungsbedingungen dokumentieren und Fortschritte in der eigenen Erfahrung und Beobachtungstechnik verfolgen. Speziell für letzteres empfiehlt sich die Führung eines Beobachtungsbuches, wobei ein schwaches Rotlicht die Störung der Dunkeladaption vermeidet.
Die Zeichnung direkt am Fernrohr-Okular setzt Genauigkeit in der Beobachtung voraus, kann aber seit dem allgemeinen Aufkommen der Fotografie nicht mehr den Anspruch auf wissenschaftliche Exaktheit erheben, wenngleich sehr detaillierte Zeichnungen aus dem 18. bis frühen 20. Jahrhundert existieren. Frühere Zeichnungen litten oft unter der schlechteren Qualität der Teleskope. Erwähnenswert sind besonders die Merkur- und Mars-Zeichnungen von Giovanni Schiaparelli, die des  Jupiter von Kasimir Graff, die detailreichen Mondatlanten von Philipp Fauth oder Antonín Rükl und die Nebelzeichnungen des Angelo Secchi.